# Кірноджі (Улму, Келераш)
Кірноджі (рум. Chirnogi) — село у повіті Келераш в Румунії. Входить до складу комуни Улму.
Село розташоване на відстані 67 км на схід від Бухареста, 33 км на захід від Келераші, 137 км на захід від Констанци.

## Населення
За даними перепису населення 2002 року у селі проживали 218 осіб, усі — румуни. Усі жителі села рідною мовою назвали румунську.